# Pescia
Pescia település Olaszországban, Toszkána régióban, Pistoia megyében. Lakosainak száma 19 223 fő (2023. január 1.). Pescia Buggiano, Chiesina Uzzanese, Massa e Cozzile, San Marcello Piteglio, Uzzano, Bagni di Lucca, Marliana, Montecarlo, Capannori és Villa Basilica községekkel határos.

## Népesség
A település lakossága az elmúlt években az alábbi módon változott:
| Lakosok száma | 19 531 | 19 584 | 19 223 |
|               | 2017   | 2018   | 2023   |